# José Castillo Pérez
José Castillo Pérez (Miguel Hidalgo, Ciudad de México, 2 de diciembre de 2001), es un futbolista mexicano que se desempeña en la demarcación de defensa en el Club Deportivo Guadalajara de la Primera División de México.

## Trayectoria

### Club de Fútbol Pachuca
Debutó en Liga MX el día sábado 16 de octubre de 2021 en el empate a un gol entre el Club de Fútbol Pachuca contra el Club Santos Laguna.

### Club Deportivo Guadalajara
El 29 de diciembre de 2023. se hace oficial el traspaso de José Castillo a Chivas, siendo la primera incorporación de cara al Clausura 2024.

## Selección nacional

### Sub-21
Castillo fue convocado por Raúl Chabrand para participar con la sub-21 de México en el Torneo Maurice Revello de 2022, donde México terminó el torneo en el tercer lugar.

## Estadísticas
Actualizado al último partido jugado el 25 de agosto de 2024.
| C. F. Pachuca · México              | 1.ª           | 2021-22       | 3  | 0 | ― | ― | ― | ― | 3  | 0 |
| C. F. Pachuca · México              | 1.ª           | 2022-23       | 22 | 2 | ― | ― | ― | ― | 22 | 2 |
| C. F. Pachuca · México              | 1.ª           | 2023          | 9  | 0 | ― | ― | 1 | 0 | 10 | 0 |
| C. F. Pachuca · México              | Total club    | Total club    | 34 | 2 | 0 | 0 | 1 | 0 | 35 | 2 |
| C. D. Guadalajara · México          | 1.ª           | 2024          | 12 | 0 | ― | ― | 2 | 1 | 14 | 1 |
| C. D. Guadalajara · México          | 1.ª           | 2024-25       | 4  | 0 | ― | ― | 1 | 0 | 5  | 0 |
| C. D. Guadalajara · México          | Total club    | Total club    | 16 | 0 | 0 | 0 | 3 | 1 | 19 | 1 |
| Total carrera                       | Total carrera | Total carrera | 50 | 2 | 0 | 0 | 4 | 1 | 54 | 3 |
| (1)Incluye datos de la Copa México. |               |               |    |   |   |   |   |   |    |   |